# Contea di Yecheon
La contea di Yecheon (Yecheon-gun; 예천군; 醴泉郡) è una delle suddivisioni della provincia sudcoreana del Nord Gyeongsang.